# Pehlivanköy (Landkreis)
Pehlivanköy ist eine Stadtgemeinde (Belediye) und zugleich Verwaltungssitz des gleichnamigen Ilçe (Landkreises) in der Provinz Kırklareli in der türkischen Marmararegion (türk. Marmara Bölgesi) und damit in Ostthrakien. Die im Stadtlogo vorhandene Jahreszahl (1948) dürfte auf das Jahr der Ernennung zur Stadtgemeinde (Belediye) hinweisen.

## Geografie
Der kleinste Kreis der Provinz entstand 1958 durch Abspaltung von zehn Ortschaften aus dem Kreis Babaeski (Gesetz Nr. 7044)
Der Kreis grenzt im Norden und Osten an den Kreis Babaeski, im Süden an die Provinz Tekirdağ sowie im Osten an die Provinz Edirne. Neben der gleichnamigen Kreisstadt (2020: 46,5 % der Kreisbevölkerung) besteht der Landkreis aus acht Dörfern (Köy) mit durchschnittlich 233 Bewohnern. Das Spektrum der Einwohnerzahlen reicht von 356 (Kuştepe) bis 58 (İmampazarı), vier Dörfer haben mehr als 300 Einwohner. Die Bevölkerungsdichte (34,4) ist geringer als die der Provinz (56 Einw. je km²).